# Рундави врчоноша
Рундави врчоноша (лат. Nepenthes villosa) је тропска инсективорна биљка која је ендемит планине Кинабалу и суседне планине Тамбујукон у североисточном Борнеу. Она расте на већим надморским висинама од било које врсте борнејских врчоноша, појављује на надморским висинама од преко 3.200 метара. Рундавог врчоношу карактерише његов високо развијен и сложен перистом, који га издваја од тесно повезаних Nepenthes edwardsiana и Nepenthes macrophylla.
Специфични епитет villosa је женски облик придева villosus који на латинском значи „длакав (рундав, маљав)“ и односи се на густи индументум ове врсте.

## Ботаничка историја
Рундави врчоноша формално је описан 1852. године од стране Далтона Хукера. Опис је објављен у Icones plantarum са пратећом илустрацијом.
Ова врсту је први пут сакупио Хју Лоу, 1858. године, када је заједно са Спенсером Џоном обавио своје друго путовање на планину Кинабалу.
У издању Кертисовог ботаничког часописа објављеног 1858. године, илустрација горњег бокала Nepenthes veitchii погрешно је идентификована као Nepenthes villosa од стране оца Ј. Д. Хукера, Вилијама Џексона Хукера. Те године, Nepenthes villosa је такође завршио на насловној страни часописа Flore des Serres et des Jardins de l'Europe, у којем је издата иста илустрација заједно са нетачном идентификацијом.
Године 1859. Nepenthes villosa је поново описан и илустрован у издању Ј. Д. Хукера о роду објављеном у The Transactions of the Linnean Society of London. Илустрација и опис су биле објављене и у Живот у шумама далеког истока Спенсера Џона 1862. године.
Б. Х. Данзер је третирао Nepenthes edwardsiana као синоним за Nepenthes villosa у својој сложеној монографији Врчоноше Холанске Индије, објављеној 1928. године. У раду је спроведена ревидирана латинска дијагноза и ботанички опис Nepenthes villosa.
Данзер је набројао четири хербаријумска узорка који је идентификовао као припаднике Nepenthes villosa. Ово укључује два сакупљена од стране Џорџа Дарбија Хавиленда са планине Кинабалу 1892. године. Један од њих, Хавиленд 1656/1232, прикупљен је на надморској висини од 2400 метара. Укључује мушки цветни материјал и налази се у Хербариуму музеја у Сараваку. Други узорак, Хавиленд 1813/1353, прикупљен је са платоа Мараји Параји на надморској висини од 1650 метара; вероватно представља Nepenthes edwardsiana. Такође се налази у Хербарију музеја у Сараваку. Не садржи цветни материјал. Џ. Д. Хавиленд је истраживао подручје планине Кинабалу са својим братом Х. А. Хавилендом у периоду од марта до априла 1892. године и морао је да прикупи ове узорке током овог периода.
Поред тога, Данзер наводи два примерка које је сакупљао Џозеф Клеменс 1915. године. Први, Клеменс 10627, прикупљен је 13. новембра са врха пећине Пака Кејв ту Лоу. Укључује женски цветни материјал. Други, Клеменс 10871, прикупљен је у Мараји Парајиу између 22.и 23. новембра, и не садржи цветни материјал. Оба узорка налазе се у Богорској ботаничкој башти (раније Хербаријум Ботаничке баште у Бујтензоргу) на Јави.
У Летовом водичу за инсективорне биљке света, објављеном 1992. године, пример природног хибрида Nepenthes × kinabaluensis (N. rajah × N. villosa) је означен као Nepenthes villosa.

### У узгоју
У 2004. професионални хортикултуриста Роберт Саћилото је објавио резиме измерених нивоа трпељивости услова живота за шест планинских врста врчоноша, укључујући Nepenthes villosa, заснованих на експериментима спроведеним између 1996. и 2001. године.
Многе биљке Nepenthes villosa у узгоју данас потичу из посебно снажног клона из културе ткива коју је представио Фил Ман из Аустралије, а касније продавао биљни расадник из Шри Ланке, Борнео Егзотикс.

## Опис
Nepenthes villosa је слаб пењач, ретко прелази 60 цм у висини, иако стабљика може порасти и до 8 m дужине и 10 mm у пречнику. Интернодуси су цилиндрични и дуги до 10 cm.
Листови су кожасти и са лисном дршком. Листови су дугуљасти до овални и могу бити до 25 cm дуги и 6 cm широки. Ивице листа су повијене ка наличју. До три подужна нерва су присутна са обе стране централног нерва. Рашљике могу достићи 50 cm дужине.
Доњи и горњи бокали су врло слични. Они су врчастог до овалног облика. Бокали расту до висине 25 cm и ширине 9 cm. Пар предњих крилаца (мање од 15 mm широких) пада низ предњи део бокала, иако се може редуковати на ребра у замкама које висе у ваздуху. Отвор бокала је кос и издужен у врат у задњем делу. Жлезде на унутрашњој површини настају у густини од 200 до 1300 по квадратном центиметру. Перистом је цилиндричан у попречном пресеку и широк је до 20 mm. Носи добро развијена назубљења и „ребра“. Поклопац или оперкулум је срцолик и има оштри врх. Има пар изражених бочних нерава. На подножју поклопца се издваја оструга (дужине мање од 20 mm).
Nepenthes villosa има рацемозну цваст. Стабљика цвасти може бити дуга и до 40 cm. Цветне дршке су приперачно-вретенасте и дужине до 15 mm. Чашични листићи су округли до елиптични и дужине до 4 mm Истраживање 490 узорака полена узетих из два хербаријумска примерка (Ј. Х. Адам 1124 и Ј. Х. Адам 1190, прикупљених на надморској висини од 1800-3400 м) утврдило је да је средњи пречник полена 37,2 μm.
Ова врста има густи индументум сачињен од дугих, смеђих длака које покривају све делове биљке.

## Станиште
Nepenthes villosa често расте у маховитим субалпским шумама у којима доминирају врсте родова Dacrydium и Leptospermum, нарочито Leptospermum recurvum.. Такође је забележен раст између грмова, трава и балвана на отвореним површинама. Овде земљиште може постати релативно суво, иако је релативна влажност обично близу 100% пошто су падине често обавијене облацима. Као и многе врчоноше са подручја планине Кинабалу, Nepenthes villosa је ендемичт јако базних станишта.

## Распрострањење
Nepenthes villosa је ендемит горњих падина планине Кинабалу и суседне планине Тамбујукон у Сабаху, Борнео. Обично расте на 2300-3240 метара надморске висине, на већој надморској висини од свих борнеанских врчоноша; само Nepenthes lamii са Нове Гвинеје настањује веће надморске висине. На планини Кинабалу, Nepenthes villosa је уобичајен дуж пута Мезилау (између Пондок Магнолије и тачке пресека са стазом која води до врха) и готово све до куће за одмор Лабан Рата; откривена је велика популација на око 3047 m. На планини Тамбујукон забележена је висинска инверзија, при чему је Nepenthes villosa чешћи на много нижим надморским висинама, од 1600-1900 m, где га замењује Nepenthes rajah ка врху. Изложене, највише падине планине Тамбујукон могу постати врло топле током дана и то би могло објаснити немогућност Nepenthes villosa да их настањује. Биљке са планине Тамбујукон углавном производе благо издужене бокале.

## Сродне врсте
Nepenthes villosa је најсроднији са Nepenthes edwardsiana и Nepenthes macrophylla. Било је много таксономских расправа око статуса ова три таксона.

Џозеф Далтон Хукер, који је описао и Nepenthes edwardsiana и Nepenthes villosa, приметио је сличност између две врсте на следећи начин:
Ова најзначајнија биљка Nepenthes villosa личи на Nepenthes edwardsiana у толико много аспеката, нарочито по питању величине, облика и распореда „ребара“ на перистому, да сам сматрам да их може произвести млада биљке те врсте, пре него што стигне у стадијум када бокали имају издужене вратове.

## Природни хибриди
Тренутно су забележена два природна хибрида.

### Nepenthes × harryana
је природни хибрид између Nepenthes edwardsiana и Nepenthes villosa. Две родитељске врсте су веома блиско повезане што чини да се Nepenthes × harryana, која је прелазна по начину живота, не може лако разликовати од било које од две родитељске врсте.

### Nepenthes × kinabaluensis
Nepenthes × kinabaluensis је природни хибрид између Nepenthes rajah и Nepenthes villosa. N. × kinabaluensis се може наћи само на планини Кинабалу (отуда и назив) и оближњој планини Тамбујукон, где се две родитељске врсте појављују симпатрички.